# 瑟穆瓦河
瑟穆瓦河（法語：Semois，法語發音：[səmwa]，在法国的部分亦称）是歐洲的河流，流經比利時和法國，屬於默茲河的右支流，河道全長210公里，流域面積1,329平方公里，發源自阿爾隆，河口處在蒙泰梅，平均流量每秒26立方米。

## 外部連結
- http://www.geoportail.fr （页面存档备份，存于）
- Sandre数据库中的瑟穆瓦河